# Сісакян Олексій Норайрович
Олексій Норайрович Сісакян (14 жовтня 1944, Москва — 1 травня 2010, Ларнака, Кіпр) — російський вчений в галузі фізики елементарних частинок, теоретичної та математичної фізики, академік РАН (2008) по відділенню фізичних наук (ядерна фізика), доктор фізико-математичних наук, директор Об'єднаного інституту ядерних досліджень (ОІЯД) у Дубні.

## Життєпис
Сісакян народився 14 жовтня 1944 року в Москві в сім'ї радянського біохіміка Норайра Сісакяна. У 1968 році закінчив фізичний факультет Московського університету. У цьому ж році почав працювати в Лабораторії теоретичної фізики ОІЯД. У 2006 році Сісакян очолив інститут. 
Займався фізикою елементарних частинок, теоретичною та математичною фізикою. Написав понад 350 наукових робіт; є автором трьох винаходів. Крім цього Сісакян написав п'ять поетичних збірок.
Нагороджений орденами Пошани і Дружби (1995). Лауреат премії Ленінського комсомолу в галузі науки і техніки (1973), премії губернатора Московської області (2007), іноземний член Національної академії наук Вірменії, почесний доктор ряду зарубіжних університетів, членом ряду академій та наукових товариств.
Олексій Сісакян помер 1 травня 2010 на Кіпрі від інфаркту. Похоронений в Москві на Троєкуровському кладовищі.

## Нагороди
- Орденом «За заслуги перед Вітчизною» IV ступеня (2010);
- Орденом Пошани (2005);
- Орденом Дружби (1995).